# Соколов, Роман Владимирович
Рома́н Влади́мирович Соколо́в (16 февраля 1972, Рязань — 1 марта 2000, высота 776, Чечня, Россия) — гвардии капитан в составе парашютно-десантного батальона 104-го гвардейского Краснознамённого парашютно-десантного полка 76-й гвардейской воздушно-десантной Черниговской Краснознаменной дивизии, Герой Российской Федерации. Похоронен в Пскове.

## Биография
Родился 16 февраля 1972 года в городе Рязани. Русский. Окончив среднюю школу, поступил в военное училище.
Окончил Рязанское высшее воздушно-десантное дважды Краснознамённое командное училище. Получил распределение в 76-ю гвардейскую Черниговскую Краснознамённую воздушно-десантную дивизию, расквартированную в Пскове.
С 20 ноября 1994 по февраль 1995 года участвовал в боевых действиях по восстановлению конституционного порядка в Чечне. В боях в Аргунском ущелье был ранен и контужен, награждён орденом Мужества. Затем в составе миротворческих сил был в Югославии, награждён медалью «За боевые заслуги». С начала февраля 2000 года гвардии капитан Р. В. Соколов снова принимал участие в контртеррористической операции в Чечне.

## Подвиг
29 февраля в составе 6-й парашютно-десантной роты 104-го гвардейского полка 76-й воздушно-десантной дивизии участвовал в операции по блокированию боевиков в районе Аргунского ущелья. В начале боя возглавил два взвода и отошёл с ними на высоту 776,0. Здесь организовал оборону и обеспечил отход остальной части роты на новые позиции. После гибели командира роты гвардии майора С. Г. Молодова принял командование на себя, хотя уже был ранен. В ночь на 1 марта боевики усилили натиск, Р. В. Соколов был тяжело ранен, ему оторвало руку. Продолжая руководить боем, вёл огонь из автомата до тех пор, пока миной не оторвало ноги. Десантники оттащили потерявшего сознание офицера в укрытие. Придя в себя Р. В. Соколов вновь взялся за автомат, когда боевики уже проводили зачистку высоты. Его застрелили в упор разрывной пулей в лицо. Возле погибшего офицера насчитали 15 трупов боевиков.
Указом Президента РФ № 484 от 12 марта 2000 года «за мужество и отвагу, проявленные при ликвидации незаконных вооруженных формирований в Северо-Кавказском регионе», гвардии капитану Соколову Роману Владимировичу посмертно присвоено звание Герой России.
Похоронен в городе Пскове.
Награждён орденом Мужества, медалью.

## Семья
Дочь — Дарья Соколова — в 2015-2020 — курсант Рязанского высшего воздушно-десантного командного училища.

## Память
В Рязани установлены памятник Роману Соколову и памятная доска на доме в котором он жил. Его именем названа улица в Рязани и школа № 8, в школе открыт музей. В Рязанской области ежегодно проходит открытый областной турнир по греко-римской борьбе среди юношей памяти Героя России гвардии капитана Романа Соколова.
Отрывок из книги "Твои Герои". О солдатах и офицерах разведдозора 6 роты, погибшей в Чечне 1 марта 2000 года в районе высоты 776, рассказывает отец Д.С. Кожемякина - Сергей Иванович Кожемякин. Автор: Раян Фарукшин, текст читает Сергей Кротов.
https://www.youtube.com/watch?v=9FbQhb8qN5w&t=3s